# Яловий Михайло Омелянович

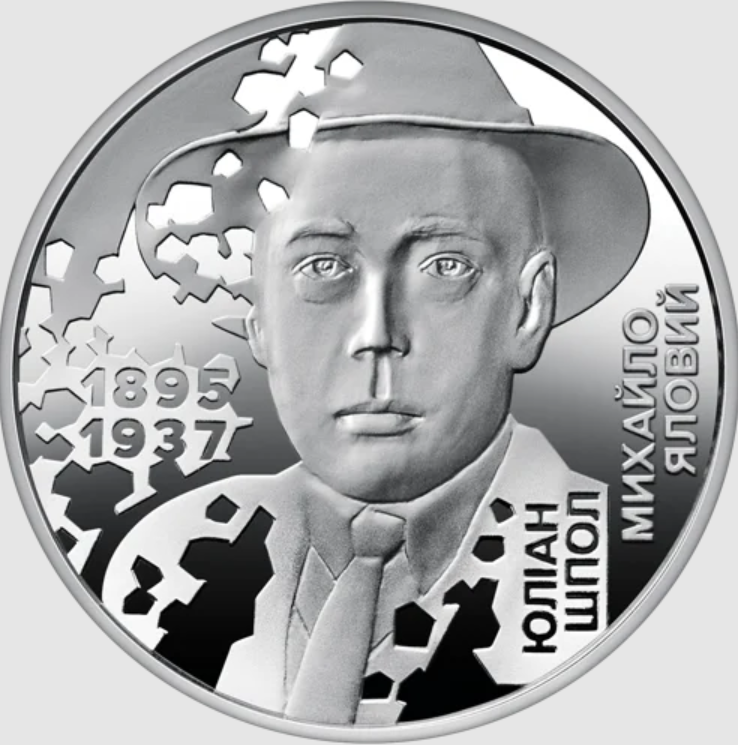
Пам'ятна монета 5 гривень 2025 Юліан Шпол

Миха́йло Омеля́нович Ялови́й (псевдонім Юлія́н Шпо́л, 5 червня 1895, Дар-Надежда, Дар-Надеждинська волость, Константиноградський повіт, Полтавська губернія, Російська імперія — 3 листопада 1937, Сандармох, Карельська АРСР, РРФСР, СРСР) — український поет, прозаїк і драматург. Належав до літературної організації «Гарт» і ВАПЛІТЕ (її перший президент), найближчий однодумець Миколи Хвильового.
Жертва сталінського терору. Один з представників розстріляного відродження.

## Життєпис
Михайло Яловий народився 1895 р. в селі Дар-Надежда Константиноградського повіту Полтавської губернії (зараз Берестинського району Харківської области) у сім'ї волостного писаря. Окрім Михайла, в сім'ї було ще двоє синів — Костянтин і Григорій. Середню освіту здобув у Миргородській гімназії, по закінченні якої 1916 р. вступив на медичний факультет Київського університету Святого Володимира. Тут він повністю поринає в революційну діяльність, ставши членом однієї з найвпливовіших у тогочасному політичному житті партії — соціалістів-революціонерів.

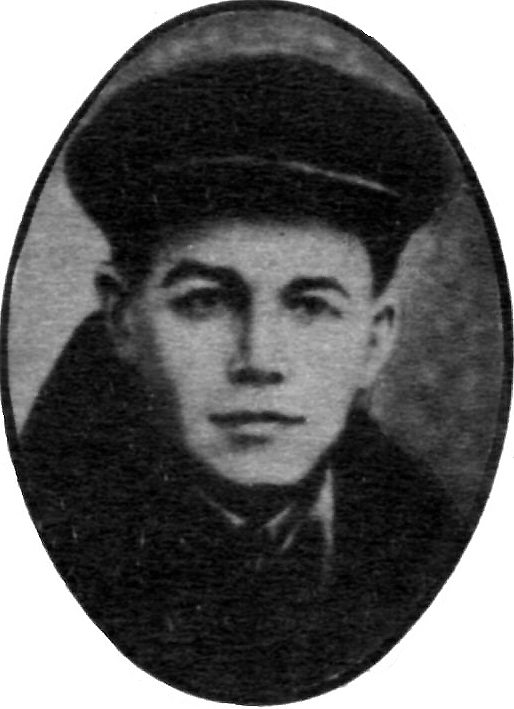
Михайло Яловий

Від початку Лютневої революції повертається до Костянтинограда, де очолює революційний комітет. Пізніше він увійде до складу виконкому Костянтиноградської ради робітничих і солдатських депутатів. Після виокремлення у 1918 р. лівого крила українських есерів в окрему партію («боротьбистів») Яловий стає одним із найпомітніших її діячів. Бере активну участь у виданні газет «Боротьба» та «Селянська біднота» (в останній згодом обіймає посаду головного редактора). Приблизно у цей самий період він працює також редактором газети «Селянин і робітник» інструкторсько-агітаційного поїзда Голови ЦВК України Григорія Петровського. Провадить активну підпільну роботу в Одесі та на Херсонщині, зорганізовує боротьбу з німецькими окупаційними військами, гетьманцями. У 1919 році в складі делегації «боротьбистів» відвідує Галичину.
1920 р. вступає до КП(б)У. Деякий час Яловий перебуває в Москві як представник українського уряду. 1921 р., разом із Михайлем Семенком та Василем Олешком, засновує «Ударну групу поетів-футуристів». У 1925 р., разом із Олексою Слісаренком та Миколою Бажаном, переходить до «Гарту». Але вже наприкінці цього року, спільно з Олесем Досвітнім, Миколою Хвильовим, Майком Йогансеном, Олексою Слісаренком, Миколою Кулішем, Аркадієм Любченком, Остапом Вишнею, Юрієм Смоличем, Петром Панчем, Іваном Дніпровським, Олександром Копиленком, Григорієм Епіком, Іваном Сенченком, Василем Вражливим та іншими, створює власну «Вільну Академію Пролетарської Літератури», ставши її першим президентом.
Пізніше Ялового, Досвітнього та Хвильового виключили із ВАПЛІТЕ — з метою збереження організації, але врешті-решт вона також мусила «добровільно» саморозпуститися. Михайла Ялового 31 травня 1933 року виключили з лав КП(б)У за контрреволюційну діяльність, а 22 червня заарештували у сфабрикованій «справі УВО».
Ялового звинуватили у шпигунській діяльності, «шумськізмі» та підготовці замаху на Павла Постишева. Судова трійка при колегії ДПУ УСРР 23 вересня 1933 року ухвалила вирок — 10 років позбавлення волі. Відбував покарання у Свірському таборі, а потім у Соловках. На засіданні особливої трійки УНКВД Ленінградської області справу переглянули й за рішенням від 9 жовтня 1937 р. Яловому визначили найвищу кару — розстріл. Вирок виконано 3 листопада 1937 р. в урочищі Сандармох, що лежить поблизу Повенецької затоки Онезького озера, більш як за 15 км від робітничого селища Медвежа Гора (нині Медвеж'єгорськ, Республіка Карелія, РФ).
Військовий трибунал Ленінградського військового округу 19 червня 1957 р. скасував вирок за «відсутністю складу злочину». Крім того, Михайла Ялового реабілітовано прокуратурою Харківської області (25.02.2003).

## Творчість
Літературну діяльність Михайло Яловий розпочав у 1918 році. У 1919 р. в газеті «Селянин і робітник» під прибраним ім'ям Михайло Красний публікуються його агітаційні поезії, а 1920 р. в газеті «Селянська біднота» друкується казка для дорослих «Треба розжувати». Результатом дворічної співпраці з футуристами стала збірка поезій «Вéрхи» (1923), яка здобулася на неоднозначну оцінку критики. В 1923–1926 рр. Яловий майже повністю присвячує себе публіцистиці. Саме у цей період з'являються його статті про Михайля Семенка, Гната Михайличенка, Василя Чумака, Андрія Заливчого та деякі питання літературної дискусії.
1925 р. в журналі «Всесвіт» друкується оповідання «Три зради», а 1929 р. виходить найвідоміший твір Ялового, написаний у романтичному ключі — роман «Золоті лисенята». Він мав неабияку популярність і виходив двічі поспіль у 1929 р. (3000 прим.) та 1930 р. (5000 прим.).
Також Михайло Яловий випробував свої сили у драматургії — написав комедію «Катіна любов, або будівельна пропаганда» (1928). Окрім того, він автор сценарію українського фільму «Василина», за повістю Івана Нечуя-Левицького «Бурлачка» (1928), та «Пух і прах» (1929), а також двох перекладів з німецької: вірші Йоганеса Бехера «Берлін» та Альфреда Ліхтенштайна «Дощова ніч».

## Видання
- Треба розжувати. — 1920.
- Вéрхи. — Київ—Москва—Берлін: Ґольфштрем, 1923. — 48 с.
- Катіна любов, або будівельна пропаганда. — Харків, 1928. — 108 с.
- Золоті лисенята. — Харків: Книгоспілка, 1929. — 268 с. (2-ге вид. — Х. : Книгоспілка, 1930. — 234 с.)
- Вибрані твори / упорядкування, передмова, примітки та коментарі Олександра Ушкалова. — Київ: Смолоскип, 2007. — 531 с. (ISBN 966-8499-46-8)